# خزعة كلوية
خِزْعَة كلوية أو خزعة الكلى هو إجراءٌ طبيٌ يُزال فيه قطعة صغيرة من الكلى من الجسم للفحص، الفحص المجهري لأنسجة يمكن أن يوفر المعلومات اللازمة لتشخيص المرض ورصد أو علاج مشاكل في الكِلى.
يمكن استهداف الخزعة الكلوية لآفة معينة، على سبيل المثال وجود ورم بالكِلى (خزعة كلوية مستهدفة). و الأكثر شيوعا خزعة غير مستهدفة في الحالات الطبية التي عادة ما تشمل جميع أنسجة الكلى بشكل عشوائي. في الحالة الأخيرة، أي قطعة كفاية الحجم من أنسجة الكِلى يمكن استخدامها.

## التاريخ
قبل عام 1951، كانت الطريقة الوحيدة للحصول على أنسجة الكلى من شخص حي هي الجراحة المفتوحة.
في عام 1951، وصف الأطباء الدنماركيون بول إيفرسن وكلاوس برون طريقة تتضمن خزعة بالإبرة والتي أصبحت المعيار الجديد.
التوافر واسع الانتشار مؤخرًا لإرشادات التصوير أثناء العملية باستخدام الموجات فوق الصوتية أو التصوير المقطعي المحوسب أدى إلى تحسين سلامة إجرائها.

## الاستطبابات
يتم أخذ خزعة الكلية عندما يتم معاينة أضرار في عمل الكلية و تكون التحاليل غير كافية لتشخيص المرض، و من أهم دواعي ذلك
البول الدموي بعد التأكد من أن السبب في ذلك ناتج عن تلف الكبيبة الشعرية أو مصاحبا لأحد الأمراض في الكلية مثل زيادة البيلة البروتينية , ارتفاع ضغط الدم، قصور كلوي مثلما يحدث في متلازمة الالتهاب الكلوي الحاد.
- ارتفاع نسبة البيلة البروتينية مثل المتلازمة الكلوية.
- قصور كلوي حاد أو في حال مضاعفات القصور الكلوي المزمن بدون إيجاد سبب محدد لذلك.
- ورم ناشئ عن الكلى أو مجاورا لها.
- دواعي إجراء خزعة الكلية بعد عملية الزرع

متابعة و تشخيص حالات مرضية غير ظاهرة إكلينيكيا وفق برنامج مخصص لمتابعة حالة الكلية التي تم زرعها أو في حالة خلل وظيفي للكلية من أجل تشخيص إصابات رفض الكلية المزروعة، إصابات فيروسية أو نتاج تسمم عن طريق الأدوية

## مضادات استطباب إجراء الخزعة الكلوية
يتأثر مدى أمان إجراء الخزعة الكلوية بالأمور التالية:

### مضادات تستطباب مطلقة
- نقص الخثورة ( حالة تأهب غير اعتيادي للنزف )

ارتفاع حاد لضغط الدم
- مريض غير مهيأ
- وجود كلية واحدة

### مضادات استطباب نسبية
- تنترج الدم
- الحمل
- السمنة المفرطة
- التهابات المسالك البولية
- التهاب الجلد خاصة في المنطقة الخاصة بالكلى
- استخدام أدوية تمنع تخثر الدم في الفترة الأخيرة
- تشوهات خلقية للكلى

## كيفية القيام بالعملية
مثل كل الإجراءات الطبية قد لا تخلو العملية من مخاطر على طبيب الكلى أخذها بعين الاعتبار – مذكورة في باب مضادات الاستطباب- كما يمكنه الاستعانة بالأشعة فوق الصوتية لمعاينة أفضل للكلية والتأكد من عدم وجود تشوهات للكلية، موه الكلية، توصيلية شريانية وريدية بالكلية، وجود أكياس بالكلية أو ضمور الكلية.
ولتقليص أخطار العملية، ينصح المريض بعدم تناول أدوية تسبب سرعة جريان الدم قبل أسبوعين من العملية مثل الأسبرين، كلوبيدوغرال، هيبارين
كما قد يتم حقن دزموبريسين في الوريد في حالات مشاكل تخثر الدم المصاحبة للقصور الكلوي
يتم مراقبة ضغط الدم بصفة مستمرة ساعات قبل إجراء العملية
يجب إعلام المريض والحصول على موافقته خطيا

### أثناء العملية
يقوم بالعملية طبيب الكلى أو علم الأشعة التدخلي بالاستعانة بالأشعة فوق الصوتية أو التصوير المقطعي لمعرفة موقع وعمق الكلية، بحيث يكون المريض مستلقيا على بطنه في حالة فحص الكلية الطبيعية، أما إذا كانت كلية مزروعة فيستلقي المريض على ظهره، وتدوم العملية حوالي 15 دقيقة، وذلك بعد تعقيم المنطقة الجلدية وجهاز الأشعة فوق الصوتية، و يُستخدم تخدير موضعي.
يمكن سماع صوت عندما يتم إطلاق إبرة الخزعة في الكلى للحصول على عينة نسيج. عادة ما يكون قطر النسيج المتحصل عليه أقل من 1 مم ويصل طوله إلى 1 سم. يمكن القيام بذلك أكثر من مرة للحصول على أنسجة كلوية كافية.
قد يكون أخصائي علم الأمراض موجودًا في الخزعة لفحص أنسجة الكلى للتأكد من كفاءتها تحت مجهر منخفض الطاقة. و يتم إبلاغ الشخص الذي يقوم بإجراء العملية عن كمية أنسجة الكلى التي تم الحصول عليها، وتحديدًا كيفية أخذ عينة الخزعة في قشرة الكلى ومقدار لب الكلى.
عندما يتم الحصول على ما يكفي من أنسجة الكلى، سيتم الضغط على موقع الخزعة. بعد فترة من الوقت، سيتم تنظيفها ويرتدي المريض ملابسه في حين تكون الغرز غير مطلوبة في كثير من الأحيان.

### بعد الخزعة
تختلف رعاية ما بعد الخزعة من مركز إلى آخر. في معظم الأحيان يتم مراقبة المرضى الذين خضعوا لخزعة كلوية لمدة 4-6 ساعات لتقليل مخاطر النزيف عن طريق مراقبة ضغط الدم والبول بشكل متكرر للتأكد من أن المريض لا يعاني من أي مضاعفات النزيف.
يتم التعامل مع الآلام الخفيفة والمتوسطة باستخدام مسكنات بسيطة مثل الباراسيتامول أو الأسيتامينوفين.
عادة ما يكون الألم الشديد مؤشرًا على مضاعفات النزيف، وقد يؤدي إلى إقامة أطول في المستشفى وإجراء مزيد من الاختبارات.
إذا لم تكن هناك مضاعفات ملحوظة خلال هذه الفترة، يسمح للمرضى بالعودة إلى منازلهم.

## المضاعفات
عادة ما تكون المضاعفات الخطيرة قليلة الحدوث.
النزيف هو أكثر المضاعفات شيوعًا لخزعة الكلى. يعكس هذا كثافة الأوعية الدموية داخل الكلى، ويلاحظ أن الأشخاص المصابين بالفشل الكلوي يستغرقون وقتًا أطول لوقف النزيف بعد الصدمة (اعتلال تخثر الدم اليوريمي). تشمل مضاعفات النزيف تجمع الدم المتاخم للكلية أو حولها (ورم دموي حول الكلية)، ونزيف في البول (بيلة دموية عيانية) أو نزيفًا من الأوعية الدموية الكبيرة التي تقع بجوار الكلية. إذا تجلط الدم في المثانة، يمكن أن يؤدي ذلك إلى انسداد المثانة ويؤدي إلى احتباس البول. عادة ما يتم حل غالبية النزيف الذي يحدث بعد خزعة الكلى من تلقاء نفسه دون حدوث أضرار طويلة المدى.
وأقل شيوعًا، قد يكون النزيف سريعًا (مما يسبب صدمة) أو مستمر (يسبب فقر الدم) أو كليهما. في هذه الظروف، قد يلزم العلاج بنقل الدم أو الجراحة. تشمل الخيارات الجراحية للسيطرة على النزيف جزيئات أقل توغلًا يتم توصيلها بالقسطرة لمنع الأوعية الدموية (الانصمام الوعائي) أو الجراحة المفتوحة.
في معظم الحالات، يمكن السيطرة على النزيف ولا تفقد الكلى. في حالات نادرة، قد يلزم استئصال الكلية المتضررة بشدة.
العدوى نادرة في إجراءات العمليات المعقمة الحديثة. يمكن أن يحدث تلف في الهياكل المحيطة، مثل الأمعاء والمثانة (على الأرجح مع خزعة الكلى المزروعة).
في بعض الأحيان، يجب التخلي عن الخزعة قبل الأوان بسبب مشاكل فنية مثل الكلى التي يتعذر الوصول إليها أو الكلى الصغيرة أو الكلى المحجوبة أو صعوبة اختراق الكلى أو ملاحظة مضاعفات النزيف. علاوة على ذلك، بعد اكتمال الخزعة، قد يكشف الفحص المجهري للأنسجة عن أنسجة شديدة الندوب مما يحفز التوصية بإعادة الخزعة لتجنب خطأ أخذ العينات.
كما هو الحال مع جميع العلاجات، هناك خطر حدوث حساسية من محلول المطهر والتخدير والتخدير الموضعي والمواد (قفازات اللاتكس والستائر والضمادات) المستخدمة في الإجراء.
وأخيرًا، قد تنضم إبرة الخزعة إلى الشريان والوريد في الكلى، مما يؤدي إلى تكوين ناسور شرياني وريدي. هذه عادة لا تسبب مشاكل وتغلق من تلقاء نفسها. يمكن مراقبتها بمرور الوقت مع تكرار تخطيط الصدى دوبلر. في حالات نادرة، قد تؤدي إلى نزيف متقطع في البول أو قد ينمو في الحجم ويهدد بالانفجار. في هذه الحالات، قد يتم إغلاق الناسور جراحيًا أو مع الانصمام الوعائي.